# Cour suprême de Singapour
Pour les articles homonymes, voir Cour suprême.

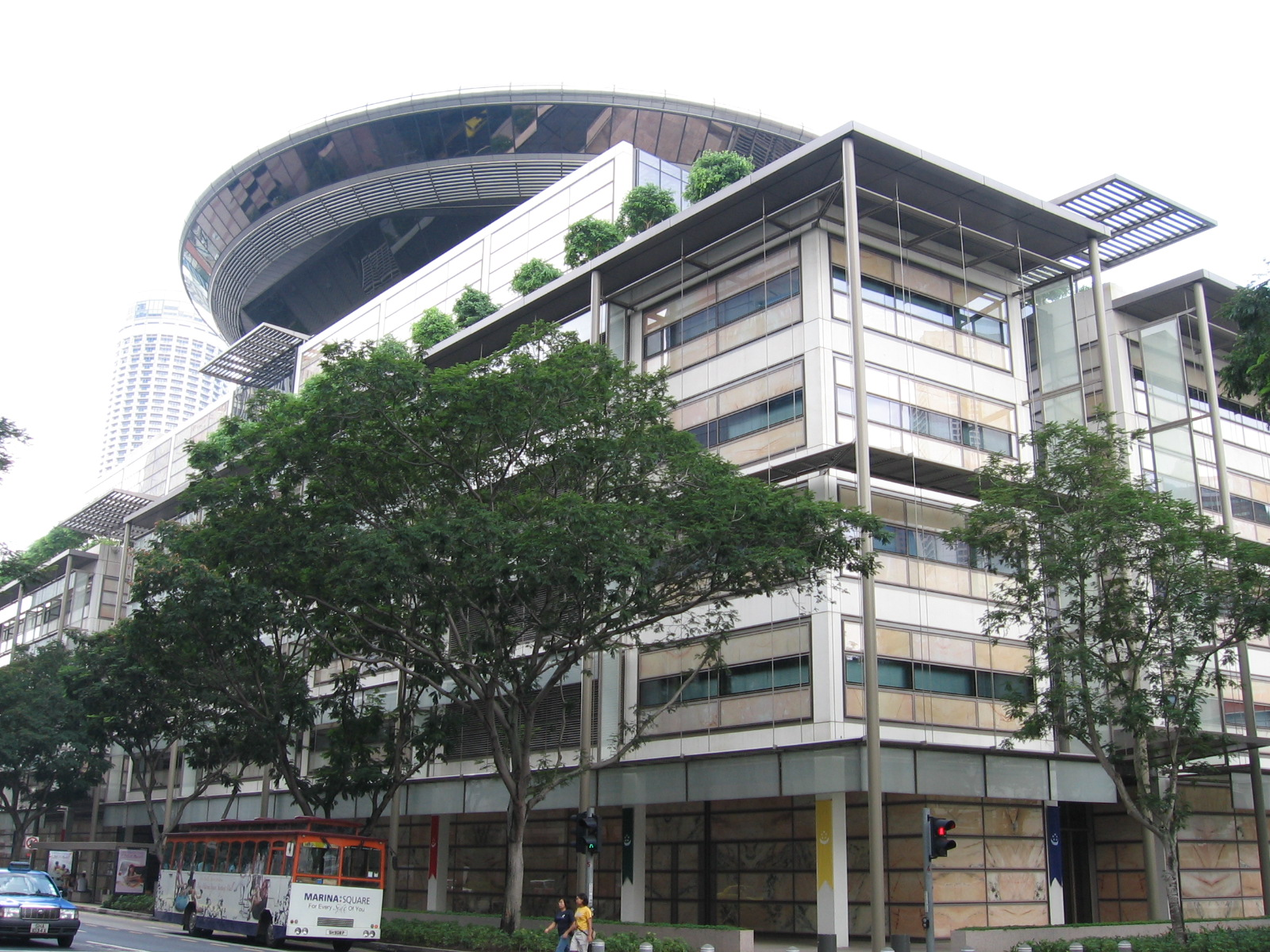
Immeuble abritant la Cour suprême de Singapour en 2006

La Cour suprême de Singapour est l'une des cours faisant partie du système judiciaire de Singapour. Elle comprend :
- Une chambre haute : la Cour d'appel (Court of Appeal)
- Une chambre basse : la Haute Cour (High Court)

La Cour d'appel entend des causes qui ont déjà été entendues par la Haute Cour. Elle peut aussi se pencher sur un point de droit à la suggestion de la Haute Cour, tout comme sur un point de droit d'intérêt public.
La cour siège depuis 2006 dans le nouveau bâtiment de la Cour suprême (1° 17′ 26″ N, 103° 51′ 02″ E), situé à proximité de l'ancien bâtiment de la Cour suprême construit entre 1937 et 1939.